# Medborgarskapsregeln
Medborgarskapsregeln innebär att en medborgare i ett annat nordiskt land inte får behandlas sämre skattemässigt än medborgare i den egna staten.
Medborgarskapsregeln finns kodifierad i Artikel 27 Förbud mot diskriminering i Nordiska skatteavtalet.